# Wołowiec (Ukraina)
Wołowiec (ukr. Воловець, Wołoweć, węg. Volóc, ros. Воловец, słow. Volovec) – osiedle typu miejskiego w obwodzie zakarpackim w zachodniej Ukrainie (na Zakarpaciu). Liczba mieszkańców – 4900 osób 2024.
Wołowiec leży nad potokiem Wicza, na południowym stoku Wschodnich Bieszczadów, w obniżeniu między tym grzbietem a pasmem Połoniny Borżawy. Przez miasto przebiega główna zakarpacka linia kolejowa ze Lwowa do Czopu. Znajduje się tu stacja kolejowa Wołowiec – w okresie międzywojennym czechosłowacka, a od 1939 węgierska stacja graniczna na granicy z Polską.
Wykopaliska poświadczają w okolicy Wołowca osadnictwo z epoki brązu. Pierwsza wzmianka o Wołowcu pochodzi z 1433. Wieś wraz z okolicą należała wówczas do rodu Perenyich. W 1625 komendant garnizonu w Mukaczewie Janos Balinda podarował Wołowiec Aleksemu Szymonowi. W 1645 Wołowec’ przyłączył do swoich włości książę siedmiogrodzki Jerzy II Rakoczy. W 1657 osada została całkowicie zniszczona przez odwetową wyprawę polskich wojsk na Siedmiogród. Po upadku powstania kuruców Rakoczy utracili swe włości na rzecz Schönbornów, którzy w 1728 włączyli Wołowiec do dominium mukaczewsko-czynadijewskiego. W 1831 i w 1848 przez okolice przetoczyły się fale walk powstań chłopskich.
W XIX wieku Wołowiec stał się jedną z największych wsi regionu i zaczął się coraz szybciej rozwijać. W latach trzydziestych XIX wieku zaczęła pracę pierwsza cegielnia, w 1872 przez wieś przeprowadzono linię kolejową, w 1882 powstała pierwsza szkoła, w 1906 zaczął pracę parowy tartak. W 1870 wieś liczyła około 600 mieszkańców, w 1900 – już 1,3 tys., z czego 0,8 tys. Rusinów, 0,3 tys. Niemców, 0,2 tys. Węgrów. Po I wojnie światowej wieś znalazła się w granicach Czechosłowacji. Podczas wykopalisk w 1930 odnaleziono skarb złotych i brązowych przedmiotów z II tysiąclecia p.n.e.
Od 1 grudnia 1947 roku zaczęto wydawać gazetę.
W latach 1946–1962 Wołowiec był siedzibą władz powiatu, a w 1957 otrzymał prawa miejskie. Po przywróceniu powiatu wołowieckiego w 1965 powtórnie został siedzibą jego władz.
W 1989 liczyło 6760 mieszkańców.
W mieście znajduje się cerkiew greckokatolicka z XVII / XVIII wieku. Świątynia ta, pod wezwaniem Opieki Bogurodzicy jest przykładem trójdzielnej konstrukcji z wieżą słupowo-ramową i izbicą.
We wsi znajduje się turbaza Płaj posiadająca 120 miejsc noclegowych dla turystów.